# Coriomeris denticulatus
Coriomeris denticulatus är en insektsart som först beskrevs av Giovanni Antonio Scopoli 1764.  Coriomeris denticulatus ingår i släktet Coriomeris och familjen bredkantskinnbaggar. Arten är reproducerande i Sverige. Inga underarter finns listade i Catalogue of Life.

## Bildgalleri

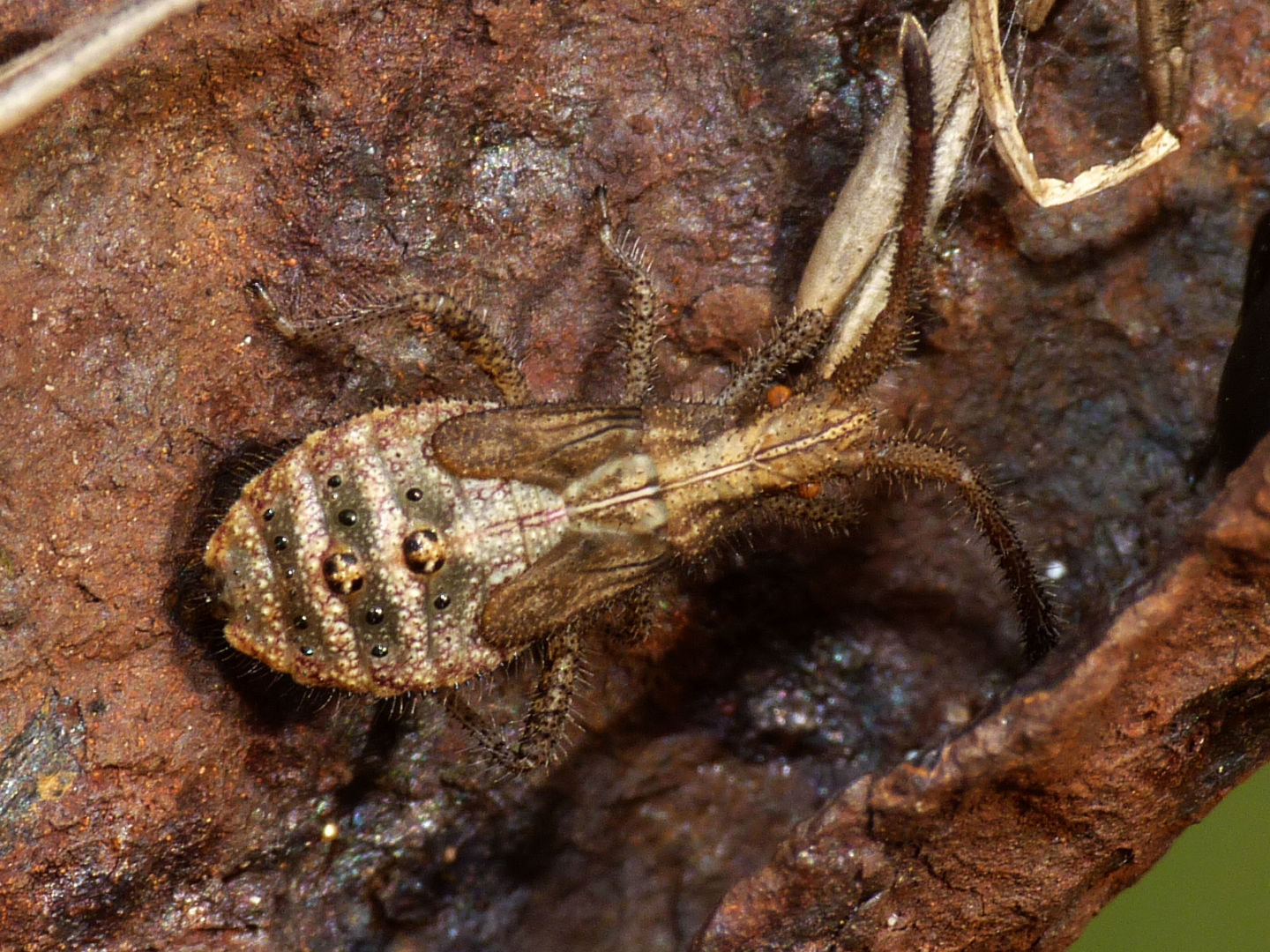
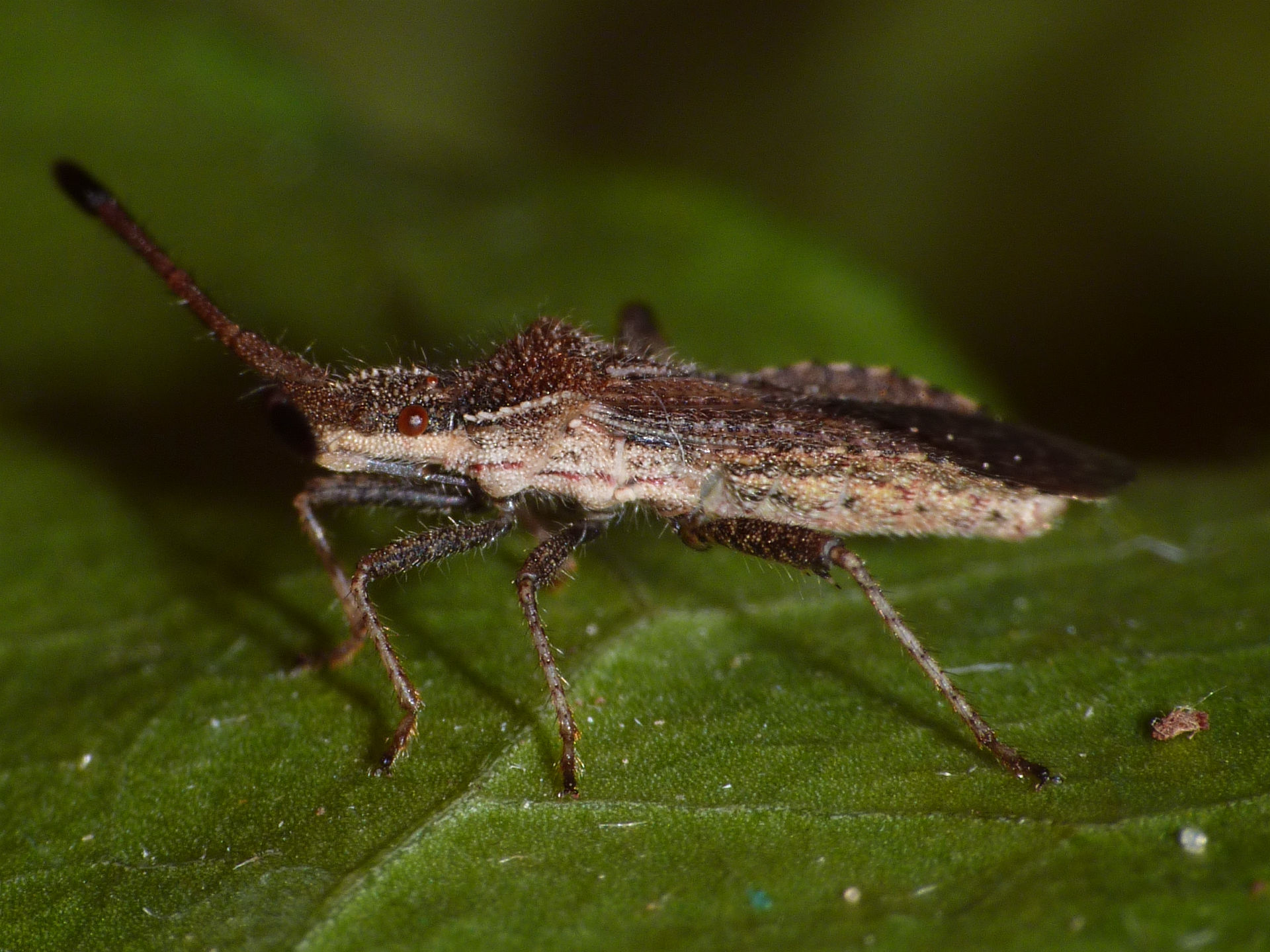